# 85 aC
L'any 85 aC va ser un any del calendari romà prejulià. En aquell temps, era conegut com a any del consolat de Cinna i Carbó (o, més rarament, any 669 ab urbe condita o de la fundació de la ciutat). L'ús del nom «85 aC» per referir-se a aquest any es remunta a l'alta edat mitjana, quan el sistema Anno Domini va ser el mètode de numeració dels anys més comú a Europa.

## Esdeveniments

### Antiga Grècia
- Gai Flavi Fímbria, que ha pres el comandament de l'exèrcit enviat contra Sul·la, obté algunes victòries sobre els generals de Mitridates VI Eupàtor i quan el rei del Pont ha de fugir, Fímbria el persegueix cap a Pèrgam i està a punt de capturar-lo a Pítana, però el retard de Lucul·le que dirigeix la flota, permet que el rei escapi. Fímbria inicia una guerra contra els aliats asiàtics de Mitridates i els partidaris de Sul·la, ocupa diverses ciutats, entre elles Ilium, presa amb traïdoria i destruïda molt cruelment. Devasta Àsia sense compassió i sotmet la major part del país.[2]

### Antiga Roma
- Luci Corneli Cinna i Gneu Papiri Carbó són els cònsols d'aquest any.[3]
- Quan Luci Valeri Flac, nomenat per Cinna cònsol sufecte l'any anterior (86 aC), mor a mans del seu legat Gai Flavi Fímbria, Corneli Cinna nomena cònsol a Papiri Carbó.[4]
- Davant l'anunci de Sul·la, després del Tractat de Dardanos de la seva tornada a Roma, els dos cònsols mobilitzen el partit popular romà, arrepleguen diners, restauren la flota i ordenen vigilar les costes d'Itàlia. Sul·la escriu al Senat Romà des de Grècia i el senat decideix no tirar endavant les propostes dels cònsols fins a tenir noves notícies de Sul·la. Els cònsols estan disposats a obeir el senat però exigeixen la sortida de Roma dels ambaixadors de Sul·la. Es mobilitzen les legions per fer front a l'amenaça i es declaren innecessaris els comicis i Carbó i Cinna es proclamen cònsols per l'any següent (84 aC), per no veure's obligats a anar a Roma per fer l'elecció.[3]

## Naixements
- Marc Juni Brut, un dels assassins de Juli Cèsar.[5]
- Àcia, neboda de Juli Cèsar i mare d'August (data aproximada).[6]

## Necrològiques
- Gai Juli Cèsar, pare de Juli Cèsar, mort sobtadament a Pisa mentre s'està vestint.[7]